# いなり、こんこん、恋いろは。
『いなり、こんこん、恋いろは。』（いなり こんこん こいいろは）は、日本の漫画家であるよしだもろへによる漫画。2010年8月号から2015年5月号まで『ヤングエース』（KADOKAWA 角川書店）にて連載された。略称は「いなこん」。

## 概要
京都伏見を舞台に、ふとしたことで神から変身能力を授かった主人公が、それを通じて恋愛や友情を経験していく姿を描く。単行本の累計発行部数は2014年12月現在で85万部以上におよび、10代から30代の男性を中心としながらも女性からの支持も集まるようになる。
2012年12月4日発行の『ヤングエース』2013年1月号にてテレビアニメ化が発表され、2014年1月から3月にかけて放送された。詳細は#テレビアニメを参照。
『いなり、よんこま、恋いろは。』は角川漫画新人賞第4回で奨励賞を獲得した椋木ななつによる、本編を元にした全1巻のスピンオフ4コマパロディ作品である。

## あらすじ
伊奈里神社の近所に住む女子中学生の伏見いなり（ふしみ いなり）は、怪我をして川に落ちそうになっていた神使の子狐を助ける。いなりは神社の主祭神である稲荷神うか（宇迦之御魂神）と出会い、他人の姿に変化できる神通力を授かる。
うかは自身の神通力を分け与えたことで体の不調を覚えるが、いなりにはそのことを隠した。 "正一位"（）という最高位の女神であり、神々の中でも特別視される彼女は、心許せる友人ができたことを喜ぶ。
いなりの兄、伏見燈日（ふしみ とうか）は霊感が強く、神の姿を見ることができた。幼い頃にうかを目撃し恐怖を味わった彼は、彼女を警戒する。しかし次第に打ち解け、ふたりは親交を深めてゆく。
いなりはクラス劇の配役を決めるくじ引きで、意中の丹波橋紅司（たんばばし こうじ）の恋人役を引き当て舞い上がる。しかし自分が無意識に神通力を使ってしまったことを知り、ショックを受ける。いなりの中で次第に増大する神通力が無意識に彼女の願望を叶えてしまう。他の女生徒から預かった紅司へのラブレターを突風が吹き去る。いなりはクラス劇の役を辞退し、女生徒の姿で紅司に告白して償おうとするが、そのことで周囲に新たな軋轢を生む。
いなりが強大な神通力を発するにつれ、うかはひどく苦しむようになる。このままいなりが神通力を使い続けると、うかが消えてしまう。いなりは努めて神通力を使わないよう過ごすが、他の女子生徒達と喧嘩になり土砂崩れが彼女達を襲う。神々を統べる天照大御神（）に選択を求められたいなりは決心し、神通力をうかへ返した。
ほどなくして、いなりに変身能力が戻る。紅司に化けた姿で本人と鉢合わせしてしまったいなりは、彼に神通力のことを打ち明ける。いなりは以前から想いを寄せていたことを紅司に告白し、ふたりは交際を始める。
うかは燈日に恋焦がれる気持ちを抑えきれなくなり、人間になりたいという感情に取り憑かれる。いなりに神通力が蘇ったのはうかの存在が人間へと近づき、いなりが代わりに神へと変化しているためだった。いなりは昏倒し、今度はいなりの体が消滅しそうになる。
うかは、人間になることが自分の本当の願いではないと気付く。燈日にプロポーズされ、うかは感極まる。紅司はいなりを救うため神の国、高天原（）に乗り込む。紅司の亡き父にも助けられ、いなりと紅司は人間界へ帰還する。
一連の出来事が解決し、いなりはうかに神通力を返した。神の掟により、人間達から神に関する記憶は失われる。天照が最後にひとつだけ願いを叶えてくれると言うのでいなりは、うかと燈日がふたり一緒に暮らせるよう燈日を神にしてあげてほしいと願った。兄、燈日の存在が消滅した世界で、いなり達は神々に見守られながら新たな日々を重ねていく。

## 登場人物
人間の名前は主に京阪本線の駅名から取られている。そのため京阪電気鉄道では、テレビアニメ化の際に期間限定で一部の駅へ駅名にちなんだ人物の等身大パネルが設置されるキャンペーンが行われた。詳細は#タイアップを参照。また、京阪宇治線の駅名から名前が取られている人物も登場している。

### 人間
伏見 いなり（ふしみ いなり）
声 - 大空直美
本作の主人公。京都・伏見に住む女子中学生で、藤草中学校の2年生。父、母、兄の4人家族で、父の初午（はつま / 声 - 岡哲也）は少女漫画家、母の葛葉（くずは / 声 - 仲みのり）は初午のアシスタントをしている。身長は小柄で胸も小さい。成績や運動神経は並以下で、ドジだが心優しく、頑張り屋な性格。丹波橋に一途な恋心を抱いている。神使のコンを助けたことがきっかけで、願いを叶えてもらったものの間違いに気付き宇迦之御魂神（以降うか）の再度の計らいで神通力の一部を授かり、万人へ変化する能力を得る。ただし、いなり自身が人間であるために変化できるのは現世に実在する人間だけで、神などには変化できないと当初思われていたが、うかのお見合いを壊したいという強い思いでうかに変身したことがある。兄とは異なり霊能力の類いはまるっきり持っていないはずなのだが本来は観たり触れたり出来ないはずの神使のコンを助け上げれる等元々からの潜在能力は高かったようで、うかに神通力をすべて返したにもかかわらず神通力を持ち続けており、天照大神に神としての修行に就く事を命じられている。修行の成果もあり神性も上がっていくがうかの無意識からの神通力の譲渡が判明したり最終試練の階段で白狐の面の者＝丹波橋の父の霊との問答で思慮した結果、彼女に譲渡されていた神通力を全て返却して人として残りの人生を生きる事を選択し地上世界での混乱を避ける為に神界での記憶を消去されて地上に戻されている。ただ天界で修行した結果も手伝い以前よりも強力な霊能（おそらくは神性）は保有したままであり、記憶はないものの家族となり地上を訪れたうかと兄夫婦とその子とは再会出来ていたりする。
いなりの神通力のことを知っているのは燈日と紅司のみ。
丹波橋 紅司（たんばばし こうじ）
声 - 岡本寛志
いなりの同級生の男子で、いなりが想いを寄せる相手。バスケ部に所属している。 爽やかな性格で、他人に優しく、周りからの支持も厚い。父は他界しており、母の志津（しづ / 声 - 上田晴美）と弟の白兎（しろう / 声 - 東郷すばる）との3人家族。色恋沙汰には疎いが、いなりの一途さには気付きつつある。神となりつつあるいなりと白狐の面の者の導きで神界の騒動に巻き込まれ、いなりが神としてでなく人として生きる切っ掛けを思慮する一因にもなった。
三条 京子（さんじょう けいこ）
声 - 池辺久美子
いなりの幼馴染であり、同級生。いなりからは「京子ちん」と呼ばれる。ボーイッシュで短気かつ男勝りな性格。いつもドジを踏むいなりを見て苛立っているが、ここぞというところでは応援している。また、寒がりであり、冬季は制服に黒タイツを着用している。
墨染の自分に対しての恋愛感情はやや困惑しているような描写がある。
小学校の頃は空手をやっていたが現在は不明（雑誌を買っている場面がある）。
いなりと会ったのは小学生の時だったが当初は避けられていた。
丸太町 ちか（まるたまち ちか）
声 - 佐土原かおり
いなりの友人であり、同級生。いなりからは「マルちゃん」と呼ばれる。 おさげ髪に眼鏡を掛けたオタク女子。いなりにたびたび萌えている。朱美のことをあまり良く思っていなかったが、和解した後は彼女の恋を応援する立場となる。
墨染 朱美（すみぞめ あけみ）
声 - 野水伊織
いなりの同級生の女子。いなりに羨望される才色兼備かつ級長的存在であり、ちか曰く「藤草中のアイドル」。バスケ部のマネージャー。父親はオカマ（声 - 岸尾だいすけ）だが、本人は気にしていない。母親（声 - 斉藤美菜子）も登場している。当初は紅司へ恋していると思われていたが、それはいなりの誤解であった。誤解が解けた後はいなりの良き理解者の1人となる一方で京子の男らしさに惚れ、恋愛感情を抱く。
伏見 燈日（ふしみ とうか）
声 - 上田燿司、三輪瑛（幼少時代）
いなりの兄で、高校生。全国模試で上位に入るなど学業成績はよいが、重度の中二病を患っており、本人はそれを隠したがっている。家族で最も背が高いうえに霊感が強く、神様を視認できる。過去のとある出来事から宇迦之御魂神のことは嫌っていたが、いなりを介して宇迦之御魂神と向き合ううち、彼女への認識を改めていく。
橋本 創（はしもと はじめ）
声 - 北纓裕紀
紅司の友人。紅司からは「はしも」と呼ばれている。
作中では紅司によく絡んでいる。
紅司の家庭の事情を知っている。
文化祭のときは脚本を担当した。
出町 柳一（いでまち りゅういち）
声 - 三輪瑛
紅司の友人。
桃山 南（ももやま みなみ）
声 - 味里
紅司のことが好きないなりの同級生。いなりに恋の仲介を頼んだ。
いなりのチョコとマフラーが盗まれたときは疑われたが、本人は「好きな人の恋を応援したい」と紅司のことはあきらめた様子だった。

### 高天原
宇迦之御魂神（うかのみたまのかみ）
声 - 桑島法子
伊奈里神社の主神で、穀物神の女神。神階は稲荷神の最高位、正一位稲荷神。通称は「うか（様）」。人間からは「お稲荷さん」と呼ばれている。
御使いのコンを助けてもらった礼に、いなりの最初の願いを救済する措置として彼女へ自身の神通力の一部を授けた。最高位の神でありながら乙女ゲームが好きなオタクという一面を持つが、これはかつて自分の位目当てで寄ってくる男神に嫌気が差していた頃にミヤが薦めた乙女ゲームに影響されたことによる。自分を溺愛する兄の大年神のことを避けており、神社には彼を除ける結界が張ってある。以前から人間に興味を抱いており、自己判断でいなりに神通力の一部を与えたことからも自らの消失に繋がりかねないほど神族としてのバランスが危うい状態にあるため、いなりが神通力を使えば使うほど消耗してしまう。しかし、いなりに気を遣ってその事実は伝えていなかった。天照大神の判断で一旦天の大岩戸に封印されてしまうが事情を知ったいなりに神通力を全て返してもらった。だが燈日への恋心から人間になりたいと思うようになり無意識であるがいなりに神通力を渡しつつありいなりの神性を底上げする一因となっていた。結果的に人として残りの人生を生き続けることを選択したいなりに神通力そのものは返してもらっている。
コン
声 - 原紗友里
宇迦之御魂神の御使い(神使)の小狐。油揚げが好物。川へ落ちかけて溺れかけていた所をいなりに助けられ、彼女が変身能力を得るきっかけを作る。いなりが変身能力を得てからは手のひらサイズの御使いとなり、彼女をサポートしているが一番に思っているのはうか。人間にも変化できるが、未熟ゆえに耳と尻尾は隠せない。
シシ
声 - 日野聡
宇迦之御魂神の御使いの狐。語尾に「じゃ」を付けてしゃべる。
ロロ
声 - 花江夏樹
宇迦之御魂神の御使いの狐。語尾に「でしゅ」を付けてしゃべる。
天照大御神（あまてらすおおみかみ）
声 - 磯辺万沙子
太陽神の女神。全ての神の頂点に立つ存在で、高い実力と命令にはどの神も逆らえないが、見た目は眼鏡をかけた小太りのおばちゃんである。新神いじめを趣味としているが、ほとんど暇つぶしに等しい。新神いじめが行われる本当の理由はいつ自分の地位が脅かされないかと内心ビクついてるがゆえの立場確認の為。うかといなりの危うい関係を断ち切る為に天の大岩戸を使ってでもうかを一事封印したりするも、能力をうかにすべて返したはずのいなりの神としての能力に興味を抱き新たに修行を命じている。
大年神（おおとしのかみ）
声 - 子安武人
穀物神の男神で、宇迦之御魂神の兄。通称は「トシ（様）」。
妹を溺愛するあまり高天原から逃げ出されてしまうほど、重度のシスターコンプレックス。うかへの愛は異常だが、彼女が消滅しそうになっている時には身内として身を案じる一面もある。女好きでもあり、高天原であろうが現世であろうが美女を見つけるとつい追いかけてしまう悪癖を持つ。ただし、正妻には逆らえないらしい。
大宮能売神（おおみやのめのかみ）
声 - 三上枝織
稲荷大神五柱の一神に属する女神。通称は「ミヤ（ちゃん）」。
少女の成りをしているが、低位の神を威圧することもしばしば。お嬢様言葉で話すが、いなりにも気さくに接するなど人当たりは良い。高天原にいた頃の宇迦之御魂神へ人間界のお土産として乙女ゲームを渡し、彼女を二次元コンプレックスに目覚めさせ腐らせた張本人でもある。
神大市比売（かむおおいちひめ）
声 - 真田アサミ
宇迦之御魂神と大年神の母。怒ると怖い。櫛名田比売とはライバル関係にあるらしく、うかを何としても高位の男神の下に嫁がせようとしている。
須佐能乎命（すさのおのみこと）
声 - 黒田崇矢
天照大御神の弟で、宇迦之御魂神と大年神の父。長大なリーゼントにサングラスという容貌で、初めて見たいなりが思わず無視するほど怪しい風貌。しかし、眼力で妻や姉、さらには男神まで魅了してしまう力の持ち主であるため、高天原では一目置かれている。
貧乏神（びんぼうがみ）
老人の姿をした、小柄な神で、《厄神》（いわゆる疫病神）の部類。近くにいる者を不幸にするその性質と位の低さから高天原でも除け者扱いされており、位が高く皆から慕われるうかに憧れている。いなりが買って紅司に渡したお守りに憑いており、うかの神通力が染み込んだそれを気に入って棲み着いていたため、紅司には様々な不運が降りかかった。
八咫烏（やたがらす）
声 - ヤスヒロ

## 用語解説
変化（へんげ）
いなりが授かった神通力。両手で印を組み（手で作った狐を向かい合わせてハート型にしたような形）「いなり、こんこん、○○になーれ！」と唱えることで、思い浮かべた人間へ変化する。対象は名前や細部を知らずとも、ぼんやりとしたイメージだけで変化できる。当然ながら変化中も当人は別に存在しているため、鉢合わせたり変化が原因で軋轢が生まれることもある。
うかの御使いやトシも同じ力を持つ。御使いの狐達は一度見た物（漫画雑誌やゲーム機などの無機物も含む）へ自由に変化できる。
伊奈里神社（いなりじんじゃ）
伏見家の近所にある神社。主神は宇迦之御魂神で、御神体としてキツネが祀られている。
伏見稲荷大社がモデルとされており、その縁から後述のテレビアニメ版では実際に全面バックアップを受けることとなった。
藤草中学校（ふじのくさちゅうがっこう）
いなりたちが通っている中学校。伊奈里神社の近所に存在する。校舎や体育館などの建築物は京都市立藤森中学校がモデルとなっている。
高天原（たかまがはら）
神の国。天照大御神をはじめ多数の神が住んでおり、様々な掟が定められている。神々が住んでいることや独特の掟が存在することを除けば古風な街並みは現世と大差無く、そこのテレビドラマなども観られる模様。

## 書誌情報
よしだもろへ 『いなり、こんこん、恋いろは。』 KADOKAWA 角川書店（角川コミックス・エース） 全10巻。
1. 2011年4月4日初版発行（2011年4月4日発売[角 1]） ISBN 978-4-04-715668-5
2. 2011年5月2日初版発行（2011年5月2日発売[角 2]） ISBN 978-4-04-715696-8
3. 2012年2月4日初版発行（2012年2月4日発売[角 3]） ISBN 978-4-04-120083-4
4. 2012年7月4日初版発行（2012年7月4日発売[角 4]） ISBN 978-4-04-120280-7
5. 2012年12月4日初版発行（2012年12月4日発売[角 5]） ISBN 978-4-04-120479-5
6. 2013年7月4日初版発行（2013年7月4日発売[角 6]） ISBN 978-4-04-120695-9
7. 2013年12月28日初版発行（2013年12月28日発売[角 7]） ISBN 978-4-04-120935-6
8. オリジナルアニメBD付き限定版、2014年6月26日初版発行（2014年6月26日発売[角 8]） ISBN 978-4-04-121035-2、通常版2014年7月4日初版発行、（2014年7月4日発売[角 9]） ISBN 978-4-04-121034-5
9. 2014年12月29日初版発行（2014年12月29日発売[角 10]） ISBN 978-4-04-102454-6
10. 2015年5月2日初版発行 ISBN 978-4-04-103125-4

## スピンオフ漫画
椋木ななつ 『いなり、よんこま、恋いろは。』 KADOKAWA 角川書店（角川コミックス・エース） 全1巻
- 2013年12月28日初版発行（2013年12月28日発売） ISBN 978-4-04-120936-3

2013年4月9日発売の4コマnanoエース（月刊少年エース2013年5月号増刊号）より同年9月9日発売の少年エース2013年10月号増刊号まで連載された。また月刊少年エース2014年2月号、ヤングエース2014年2月号にも掲載された。椋木ななつによる本編を元にしたスピンオフ4コマパロディ作品である。

## テレビアニメ
| 原作                            | よしだもろへ（KADOKAWA 角川書店）                                                                      |
| 監督                            | 高橋亨                                                                                                 |
| 助監督                          | 岡本英樹                                                                                               |
| シリーズ構成                    | 待田堂子                                                                                               |
| キャラクターデザイン 総作画監督 | 高品有桂                                                                                               |
| メインアニメーター              | 沈宏                                                                                                   |
| プロップデザイン                | 奥田万つ里                                                                                             |
| 美術監督                        | 大西穣                                                                                                 |
| 美術設定                        | 坂本竜                                                                                                 |
| 色彩設計                        | 大内綾                                                                                                 |
| 撮影監督                        | 津田涼介                                                                                               |
| 編集                            | 西山茂                                                                                                 |
| 音響監督                        | たなかかずや                                                                                           |
| 音響制作                        | ダックスプロダクション                                                                                 |
| 音楽                            | 妹尾武                                                                                                 |
| 音楽プロデューサー              | 福田正夫、佐藤正和                                                                                     |
| 音楽制作                        | フライングドッグ                                                                                       |
| 地域協力                        | 伏見稲荷大社、深草稲荷保勝会、伏見稲荷のみなさん、伏見区深草支所、京都市、京都府、京阪電気鉄道株式会社 |
| 企画 ゼクティブプロデューサー   | 安田猛                                                                                                 |
| プロデューサー                  | 五味健次郎                                                                                             |
| アニメーションプロデューサー    | 長野敏之、黄樹弐悠                                                                                     |
| アニメーション制作              | プロダクションアイムズ                                                                                 |
| 製作                            | いなり、こんこん、恋いろは。製作委員会                                                                 |

2014年1月から3月にかけてTOKYO MX、KBS京都、テレ玉ほかにて放送された。放送時間は主に深夜帯であるが、地元であるKBS京都では全日帯の枠内で放送されていた。テレビ放送10話+テレビ未放送 (OVA) 1話の計11話。
キャッチコピーは『今日も明日も恋をする』。

### 製作
監督は『魔術士オーフェンRevenge』や『大人女子のアニメタイム』の一編「夕餉」を手がけた高橋亨、シリーズ構成は『THE IDOLM@STER』や『カーニヴァル』を手がけた待田堂子、キャラクターデザイン・総作画監督は『織田信奈の野望』を手がけた高品有佳が担当し、アニメーション制作は元AICのプロデューサーらによって2013年2月に設立された新会社「プロダクションアイムズ」が担当する。なお、製作委員会にはKBS京都だけでなくテレ玉も参加しており、スタッフ一覧には両局の関係者もクレジットされている。
メインスタッフには待田や高品のほか、メインアニメーターに中国人の沈宏（シン・ホン）、脚本に新鋭の関根アユミやベテランの金春智子といった女性が起用されているが、これは演出面に男性の願望が入る事態を回避したかったためである。
主要人物の担当声優のうち、いなり、紅司、京子、燈日には関西出身者が起用されているほか、原作者のよしだと声優の西村麻弥（京都府出身）が方言指導を担当している。アフレコは絵コンテの時点で京言葉のイントネーションの録音を行い、それを声優に聞かせてから実際のアフレコを行った。
伏見稲荷大社（作中における伊奈里神社）の全面バックアップによって、緻密な描写を実現させている。また、制作は2012年から開始されており、関東のスタッフだけで京都のイメージを再現できるかという点で話し合った結果、スタッフは伏見稲荷大社やその周辺へのロケハンを敢行することとなった。そして、地元の協力を得た結果、それは本編の風情や色彩へ活かされることとなった。

### プロモーション
テレビアニメ化は2012年12月4日に発表され、2013年9月6日には「京都国際マンガ・アニメフェア」で放送開始時期が発表された。同年11月29日に放送局が発表されたことに続いて12月11日には主要声優陣からのコメントが発表され、録音スタジオには京都府広報監・まゆまろと京都市深草地域マスコットキャラ・吉兆くんも応援に駆けつけた。
2013年12月17日には伏見稲荷大社で記者会見が開催され、本作の主要関係者に加えて伏見稲荷大社の宮司、京都市長の門川大作、京阪電気鉄道の執行役員、KBS京都の代表取締役社長らが登壇し、本作へのコメントや本作とのタイアップの発表を行った。
2014年2月11日から同年2月18日までテレビアニメ公式サイトで本作の略称決定投票が実施され、同年2月19日に公式の略称「いなこん」が発表された。また、同年6月26日にテレビ未放送の第十一話が収録された原作第8巻オリジナルアニメBD付き限定版が発売された。
2014年3月3日には、三重テレビの『ええじゃないか。』でKBS京都アナウンサーの遠藤奈美をゲストに迎えて伏見稲荷大社を巡った際、本作が紹介された。

### イベント
『いなり、こんこん、恋いろは。』TV放送直前スペシャルイベント
2014年1月13日に東京・アニメイト秋葉原店などにて開催された。ゲストは大空直美（伏見いなり 役）。
いなり、京都で、新年会。
2014年1月31日に京都・KBSホールにて開催された。司会は森谷威夫・海平和（いずれもKBS京都アナウンサー）・對馬京子。着物姿の大空直美、桑島法子、原紗友里ら声優陣に加えてまゆまろと吉兆くんが登壇し、第三話と第四話が先行上映された。
お菓子で作る!『縁結びなんばワン神社』
2015年2月7日から同年2月14日まで、大阪・なんばウォークにて開催された。伏見稲荷神社がモデルの「なんばワン神社」は、大阪調理製菓専門学校の学生たちが菓子の材料を用いて制作した。また、2月11日から2月14日まではキャラクターパネルに書かれたクイズを解読することで、なんばウォークの公式キャラクター「なんばワン」とのコラボレーションスペシャル缶バッジが1日あたり先着50人へプレゼントされた。

### タイアップ
京阪電気鉄道
本作のヘッドマークを装着した電車が、2014年1月10日から同年5月6日まで運行された。また、丹波橋駅、墨染駅、伏見稲荷駅、三条駅、神宮丸太町駅に登場人物の等身大パネルが設置されたほか、同年2月15日には特製乗車券「『京阪電車×いなり、こんこん、恋いろは。』京阪線フリーチケット」が発売された。
KBS京都
テレビアニメの本放送期間中、随時放送される天気予報のオープニングとエンディングに本作の映像を採用していた（KBS製作アニメの慣例であり、2013年の『有頂天家族』以来）。
京都市交通局
本作のほか、『有頂天家族』、『京騒戯画』、『劇場版 薄桜鬼』で地下鉄車内外をデコレーションした「京まふ号」が、2014年3月3日から同年5月31日まで京都市営地下鉄烏丸線で運行された。
京都府
2015年実施の国勢調査のPRポスターの題材に採用されている。調査票をインターネット経由で提出できるようになったことから、いなりがスマートフォンを、うかがタブレットを手にしている。

### 主題歌
オープニングテーマ「今日に恋色」
作詞・作曲・編曲 - kz / 歌 - May'n
第十話ではエンディングにて使用。
エンディングテーマ「SAVED.」
作詞・作曲 - 鈴木祥子 / 編曲 - 山本隆二 / 歌 - 坂本真綾
第九話では未使用。第十話はオープニングにて使用。
挿入歌
「誰よりも大切な人へ」（第九話）
作詞・作曲・編曲 - 妹尾武 / 歌 - 宇迦之御魂之神（桑島法子）
挿入歌としてクレジットされているが、実質エンディングテーマとして使用されている。
「涙はらはら -Reprise-」（第十話）
作詞・作曲 - つじあやの / 編曲 - 曽我淳一 / 歌 - 伏見いなり（大空直美）

### 各話リスト
| 話数             | サブタイトル                 | 脚本       | 絵コンテ        | 演出     | 作画監督                                             | 総作画監督 |
| ---------------- | ---------------------------- | ---------- | --------------- | -------- | ---------------------------------------------------- | ---------- |
| 第一話           | いなり、初恋、初変化。       | 待田堂子   | 高橋亨          | 岩田義彦 | 沈宏                                                 | 高品有桂   |
| 第二話           | 試練、ひめごと、天照。       | 関根アユミ | 岡本英樹        | 岡本英樹 | 大高美奈                                             | 高品有桂   |
| 第三話           | 兄じゃ、五月蠅い、過剰愛。   | 待田堂子   | 東野中 高橋亨   | 矢花馨   | 池田広明、山内亜紀                                   | 高品有桂   |
| 第四話           | 緋色、宵宮、恋模様。         | 関根アユミ | 高橋亨          | 別所誠人 | 猪股雅美、本多みゆき 梶浦紳一郎、中島美子            | 高品有桂   |
| 第五話           | 海月、友達、夏あらし。       | 金春智子   | 高橋亨 若林漢二 | 清水一伸 | 椎葉幹朗、向山佑治 猪股雅美                          | 沈宏       |
| 第六話           | 燈日、うか様、恋すてふ。     | 金春智子   | 田所修          | 守田芸成 | 辻智子、橋本千絵                                     | 高品有佳   |
| 第七話           | おとめ、ときめく、あかね色。 | 関根アユミ | 神戸洋行        | 江島泰男 | 鎌田均、猪股雅美 木村泰大、福地和浩                  | 高品有佳   |
| 第八話           | 出雲、お見合い、大騒ぎ。     | 関根アユミ | 加藤誠          | 加藤誠   | 小林真平                                             | 高品有佳   |
| 第九話           | きつね、黄昏、天の川。       | 待田堂子   | 加藤誠 高橋亨   | 岡本英樹 | 池田広明、熊田亜輝 藤田正幸、森前和也 沈宏、高品有桂 | 高品有佳   |
| 第十話           | いなり、こんこん、恋いろは。 | 待田堂子   | 高橋亨          | 高橋亨   | 猪股雅美、小林真平 高品有佳                          | 高品有佳   |
| 第十一話 （OVA） | いなり、コンコン、蝉しぐれ。 | 待田堂子   | 西森章          | 林宏樹   | 太田都、安田周平                                     | 高品有佳   |

### 放送局
| 放送地域 | 放送局        | 放送期間                | 放送日時                     | 放送系列                                 | 備考           |
| -------- | ------------- | ----------------------- | ---------------------------- | ---------------------------------------- | -------------- |
| 東京都   | TOKYO MX      | 2014年1月16日 - 3月20日 | 木曜 1:00 - 1:30（水曜深夜） | 独立局                                   |                |
| 兵庫県   | サンテレビ    | 2014年1月17日 - 3月21日 | 金曜 1:30 - 2:00（木曜深夜） | 独立局                                   |                |
| 韓国全域 | ANIPLUS       | 2014年1月17日 - 3月21日 | 金曜 23:30 - 土曜 0:00       | CS放送、IP放送 ケーブルテレビ ネット配信 | 韓国語字幕あり |
| 三重県   | 三重テレビ    | 2014年1月18日 - 3月22日 | 土曜 1:50 - 2:20（金曜深夜） | 独立局                                   |                |
| 京都府   | KBS京都       | 2014年1月18日 - 3月22日 | 土曜 23:30 - 日曜 0:00       | 独立局                                   | 製作委員会参加 |
| 日本全域 | BS11          | 2014年1月19日 - 3月23日 | 日曜 3:00 - 3:30（土曜深夜） | BS放送                                   | 『ANIME+』枠   |
| 埼玉県   | テレ玉        | 2014年1月20日 - 3月24日 | 月曜 0:30 - 1:00（日曜深夜） | 独立局                                   | 製作委員会参加 |
| 千葉県   | チバテレ      | 2014年1月20日 - 3月24日 | 月曜 0:30 - 1:00（日曜深夜） | 独立局                                   |                |
| 神奈川県 | tvk           | 2014年1月20日 - 3月24日 | 月曜 0:30 - 1:00（日曜深夜） | 独立局                                   |                |
| 福岡県   | TVQ九州放送   | 2014年1月21日 - 3月25日 | 火曜 2:30 - 3:00（月曜深夜） | テレビ東京系列                           |                |
| 岐阜県   | 岐阜放送      | 2014年1月22日 - 3月26日 | 水曜 1:00 - 1:30（火曜深夜） | 独立局                                   |                |
| 日本全域 | dアニメストア | 2014年1月22日 - 3月26日 | 水曜 12:00 更新              | ネット配信                               | 製作委員会参加 |

### BD / DVD
| 巻 | 発売日        | 収録話         | 規格品番  | 規格品番   | 規格品番   |
| 巻 | 発売日        | 収録話         | BD        | DVD限定版  | DVD通常版  |
| -- | ------------- | -------------- | --------- | ---------- | ---------- |
| 1  | 2014年3月28日 | 第1話 - 第2話  | KAXA-7051 | KABA-10210 | KABA-10215 |
| 2  | 2014年4月25日 | 第3話 - 第4話  | KAXA-7052 | KABA-10211 | KABA-10216 |
| 3  | 2014年5月30日 | 第5話 - 第6話  | KAXA-7053 | KABA-10212 | KABA-10217 |
| 4  | 2014年6月27日 | 第7話 - 第8話  | KAXA-7054 | KABA-10213 | KABA-10218 |
| 5  | 2014年7月25日 | 第9話 - 第10話 | KAXA-7055 | KABA-10214 | KABA-10219 |

### Webラジオ
『いなり、こんこん、恋らじお。』のタイトルで2014年1月3日から3月28日までラジオ大阪にて放送されていた。23:00から23:25まで、毎週金曜日放送。インターネットラジオでは、2014年1月4日から3月29日までHiBiKi Radio Stationにて配信されていた。毎週土曜更新。出演は大空直美（伏見いなり 役）。全13回。
　ゲスト
　・第1・2回 岡本寛志
　・第3・4回 野水伊織
　・第5・6回 池辺久美子
　・第7・8回 佐土原かおり
　・第9・10回 原紗友里
　・第11・12回 桑島法子
　・第13回 三上枝織